# Renault Mascott
Renault Mascott je transporter francuske kompanije Renault se proizvodio od 1999. – 2010. godine. Manje preinake su bile 2004. godine.

## Motori
- 2.8 L I4 diesel, 63 kW (86 KS)
- 2.8 L I4 turbo dizel, 78 kW (106 KS)
- 2.8 L I4 turbo dizel, 92 kW (125 KS)
- 2.8 L I4 turbo dizel, 103 kW (140 KS)
- 2.8 L I4 turbo dizel, 107 kW (146 KS)
- 3.0 L I4 turbo dizel, 85 kW (115 KS)
- 3.0 L I4 turbo dizel, 95 kW (129 KS)
- 3.0 L I4 turbo dizel, 110 kW (150 KS)
- 3.0 L I4 turbo dizel, 115 kW (156 KS)